# Spiknutí střelného prachu

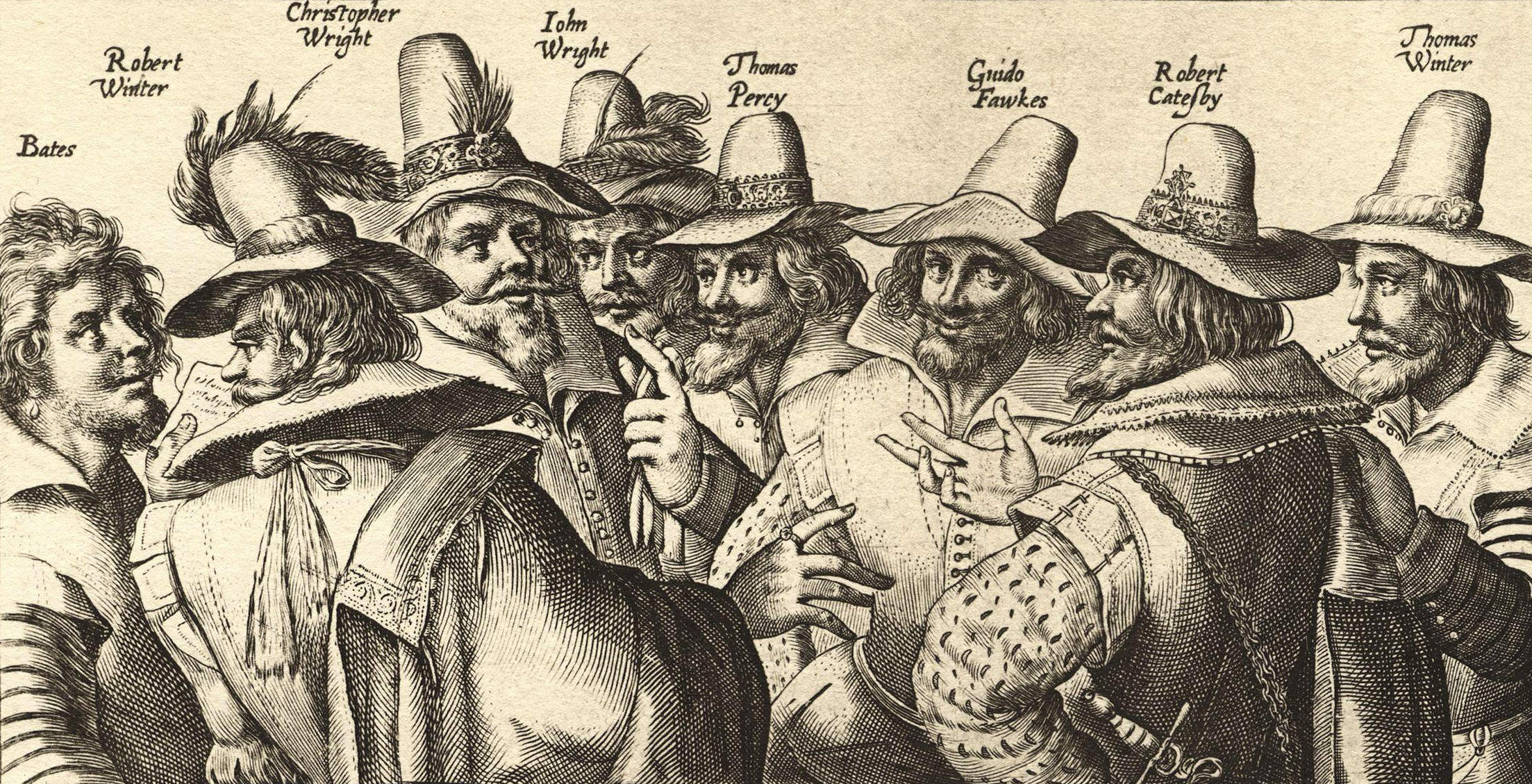
Dobová ilustrace spiklenců

Spiknutí střelného prachu (anglicky Gunpowder Plot) z roku 1605  byl neúspěšný pokus skupiny anglických katolických šlechticů o atentát na krále Jakuba I. Cílem spiknutí bylo usmrcení krále, jeho rodiny a většiny protestantské aristokracie tím, že chtěli vyhodit do povětří Westminsterský palác 5. listopadu 1605 v době zahajovacího jednání parlamentu. Spiklenci chtěli unést královy děti, které se jednání parlamentu neúčastnily, a vyvolat povstání v oblasti Midlands.

## Počátky spiknutí
Spiknutí bylo plánováno od května 1604 Robertem Catesbym podporovaným bohatými šlechtici pocházejícími z katolických rodin. Záminkou bylo rozčarování katolíků, kteří věřili, že Jakub bude více tolerovat katolicismus. Je také možné, že Catesby chtěl prosadit katolicismus jako oficiální směr církve v Anglii a dosadit za Jakuba jeho devítiletou dceru Alžbětu na trůn.
Jeho spojenci byli Thomas Winter, Robert Winter, John Wright, Christopher Wright, Thomas Percy, John Grant, Ambrose Rokewood, Edmund Baynham, Everard Digby, Francis Tresham a Thomas Bates. Přípravou výbušniny byl pověřen Guy Fawkes, odborník na výbušniny s velkými vojenskými zkušenostmi. Podrobnosti přípravy atentátu byly dobře známé hlavnímu představenému jezuitů v Anglii Henrymu Garnetovi.

## Příprava

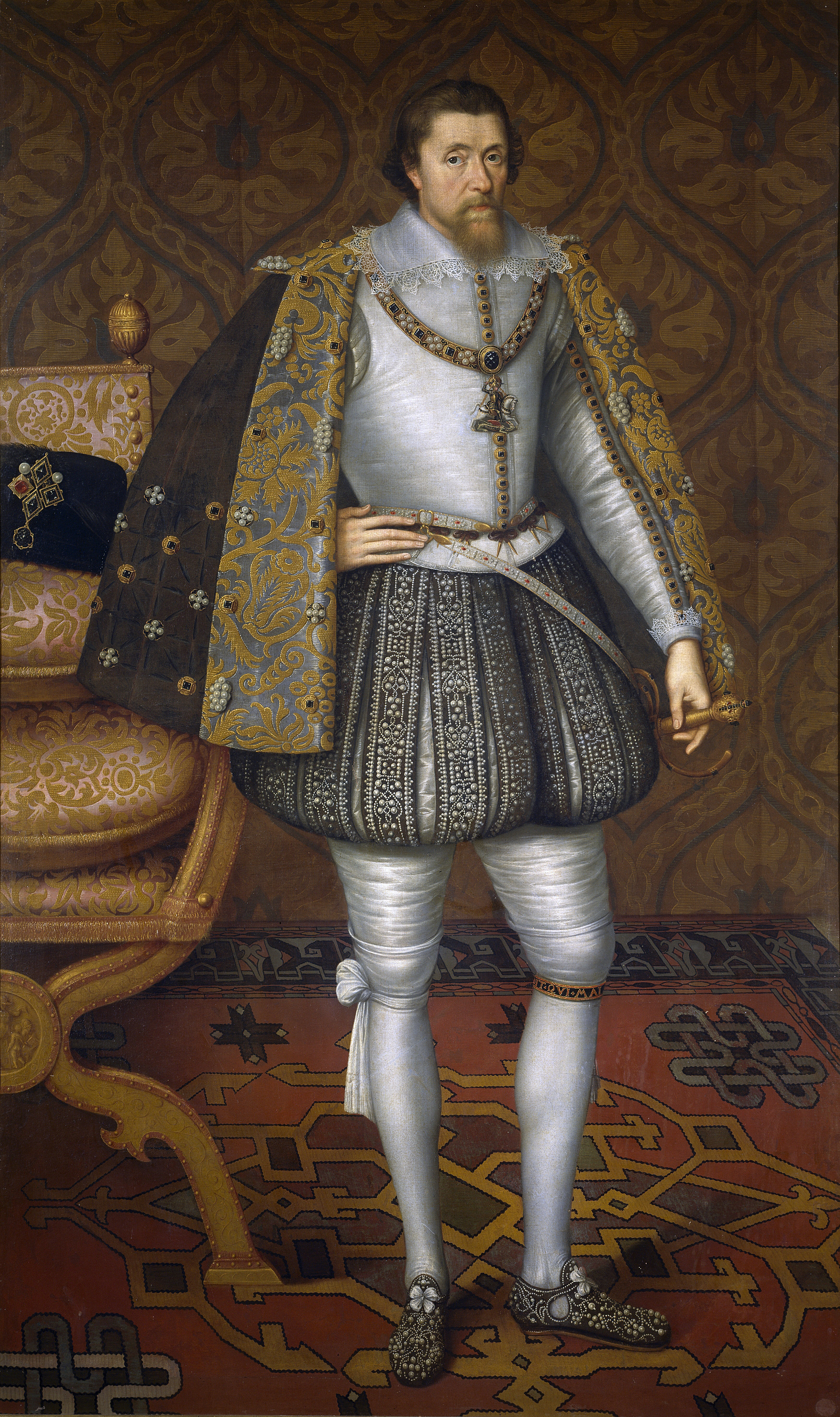
Jakub I., kterého chtěli spiklenci zabít

V květnu 1604 si Percy najal byt přiléhající k Sněmovně lordů. Původním záměrem bylo podkopání chodby vedoucí k základům Sněmovny lordů a umístění výbušniny. Když byl v létě roku 1604 Londýn zasažen morovou nákazou, bylo jednání parlamentu odloženo na příští rok. Na konci roku 1605 ještě chodba nebyla dokončena a jednání parlamentu bylo znovu odloženo na listopad 1605.
V době, kdy chtěli přesunout výbušninu blíže k Westminsterskému paláci, se jim naskytla možnost pronájmu přízemního domu přímo naproti Sněmovně lordů. Fawkes pomáhal umístit střelný prach do místnosti, která byla ukryta pod skladem dřeva pod budovou Sněmovny lordů. Do května spiklenci naplnili sklep 36 sudy střelného prachu. Pokud by všechny sudy vybuchly, byla by zničena velká část budov Westminsterského paláce a zřejmě by došlo k zničení skleněných oken v okruhu jednoho kilometru.
Spiklenci opustili Londýn, aby nebyli viděni pospolu, což by jejich záměr mohlo odhalit. Širším záměrem bylo následné povstání, které mělo na trůn dosadit katolického panovníka. Z důvodu potřeby sehnat finanční prostředky a vojenskou sílu pro povstání byl do spiknutí zapojen i Francis Tresham, který zřejmě prozradil spiknutí v dopise svému švagrovi lordu Monteagle. V anonymním dopise mu bylo doporučeno, aby nechodil na jednání parlamentu, z důvodu možného průvanu, který by ho mohl zranit.
Guy Fawkes měl iniciovat výbuch, zatímco ostatní odjeli do Dunchurchu ve Warwickshire, kde očekávali zprávy. Poté, co by byl parlament zničen, měli zorganizovat povstání v Midlands.

## Odhalení
V době příprav atentátu někteří spiklenci varovali své katolické přátele, aby nechodili na jednání parlamentu. V pátek 26. října obdržel lord Monteagle dopis, který mu zřejmě poslal jeho švagr Francis Tresham. Monteagle ho přečetl nahlas, možná proto, aby varoval spiklence, že jsou odhaleni a okamžitě ho odevzdal Robertu Cecilovi, státnímu sekretáři. Ostatní spiklenci se o dopisu dověděli následující den, ale rozhodli se pokračovat, zvláště poté co Fawkes navštívil skladiště a oznámil, že nic nebylo dotčeno.
Varování vedlo v noci 4. listopadu k prohlídce podzemí Sněmovny lordů včetně sklepení. O půlnoci 5. listopadu byl Thomasem Knyvetem doprovázeným skupinou ozbrojenců objeven Guy Fawkes, jak střeží hranici dřeva nedaleko dvaceti sudů se střelným prachem. Byly u něho nalezeny hodiny, doutnák a ledkovaný papír a Fawkes byl uvězněn. Fawkes uvedl, že chtěl zabít krále a členy parlamentu, ale podařilo se mu utajit svou identitu a prohlašoval, že jednal samostatně. Později byl převezen do Toweru a vyslýchán na mučidlech. Výslech za použití mučení byl zakázán s výjimkou jasného příkazu panovníka nebo tajné královské rady.

## Soud
Poté, co se spiklenci doslechli o odhalení spiknutí, vyrazili směrem na Huddington Court poblíž Worcesteru na panství Thomase a Roberta Wintourových. Hustý déšť zpomalil jejich postup a mnozí byli zajati worcesterským šerifem. Ostatní se pokusili vyvolat povstání v Midlands. To ale skončilo neúspěchem a divokým sporem, při němž byl zabit Catesby, a zajetím některých dalších spiklenců. Jezuité a někteří ostatní spiklenci byli stíháni po celé zemi.
Soud se spiklenci se konal 27. ledna 1606 ve Westminster Hall. Jednání soudu trvalo jeden den a rozsudek byl zřejmý. 30. ledna byli popraveni čtyři vzbouřenci na dvoře katedrály svatého Pavla. Fawkes, Winter a ostatní byli předvedeni na dvůr Westminsterského paláce, kde mělo dojít k výbuchu, a tam byli oběšeni.

## Tradice
Pátý listopad byl pak každý rok oslavován jako díkuvzdání za odhalení spiknutí proti králi a parlamentu. Bývá označován jako Noc Guye Fawkese (Guy Fawkes Night) a oslava zahrnuje velké ohňostroje a pouliční zábavu.